# قمة ريو
قمة ريو أو قمة الأرض هي قمة نظمتها الأمم المتحدة بريو دي جانيرو بالبرازيل من أجل البيئة والتقدم. وكان ذلك من 3 يونيو حتى 14 يونيو 1992.
شارك في المؤتمر 172 حكومة، منها 108 دول أرسلت رؤساءها أو رؤساء حكوماتها. وحوالي 2400 ممثل لمنظمات غير حكومية و 17,000 شخص في المنتدى العالمي للمنظمات غير الحكومية (بالإنجليزية: NGO "Global Forum")‏ الذي عقد موازيا للقمة وأطلق عليه المركز الاستشاري.

## قمة الأرض
مؤتمر قمة الأرض في ريو دي جانيرو لم يسبق له مثيل على مستوى مؤتمرات الأمم المتحدة من حيث حجمه ومجال الاهتمام. وبعد مضي عشرون عاماً على أول مؤتمر عالمي عن البيئة، تسعى الأمم المتحدة إلى مساعدة الحكومات على إعادة التفكير والتنمية الاقتصادية، وإيجاد السبل الكفيلة لوقف تدمير الموارد الطبيعية وتلوث الكوكب. اتجه مئات الآلاف من الناس العاملين في شتى المجالات إلى ريو دي جانيروا لاتخاذ القرارات الصعبة اللازمة لضمان كوكب صحي للأجيال القادمة.
رسالة القمة كانت أنه لا شيء أقل من تغيير وتعديل سلوكياتنا وتصرفاتنا - والذي نقله ما يقارب 10 ألاف إعلامي وسمعه الملايين في أنحاء العالم. إن الرسالة تعبر عن مدى تعقيد المشاكل التي تواجهنا: إن الفقر، وكذلك الاستهلاك المفرط تسبب الضرر المؤكد للبيئة. سلمت الحكومات بالحاجة إلى إعادة توجيه الخطط والسياسات الوطنية والدولية لضمان أن جميع القرارات الاقتصادية راعت الآثار البيئية. وللرسالة نتائج مثمرة، الأمر الذي جعل الكفاءة الإيكولوجية مسؤولية الحكومات والأنشطة التجارية.
- أنماط الإنتاج للمكونات السامة — وخاصة إنتاج مثل الرصاص في البنزين أو المواد السامة والنفايات — يجري فحصها بطريقة منتظمة من الأمم المتحدة والمنظمات الشبه حكومية.
- العثور على مصادر بديلة للطاقة، والاستعاضة عن استخدام الوقود الأحفوري المرتبط بالتغيرات المناخية.
- الاعتماد بشكل أكبر على وسائل النقل العامة لتقليل انبعاثات المركبات والاختنقات المرورية في المدن، والتي تسبب مشاكل صحية ناجمة عن تلوث الهواء أو الضباب والدخان.
- القلق المتنامي والوعي إزاء تنامي مشكلة ندرة المياه.

ولمدة أسبوعين، وتتويجاً لعملية بدأت في ديسمبر 1989 للتخطيط والتعليم وإجراء المفاوضات بين جميع الدول الأعضاء في الأمم المتحدة، بما يؤدي إلى اعتماد جدول أعمال القرن الحادي والعشرين، كعملية واسعة النطاق وتخطيط للعمل على تحقيق التنمية المستدامة عالميا. الأمين العام للمؤتمر موريس سترونغ أطلق على القمة «لحظة تاريخية بالنسبة للبشرية». وعلى الرغم من أن أجندة القرن الواحد والعشرين قد ضعفت بسبب المفاوضات والتسويات، فإن الأمين العام للمؤتمر قال: أنه لا تزال الأجندة في حال تنفيذها برنامج فعال على مستوى المجتمع الدولي. اليوم، والجهود المبذولة لضمان التنفيذ السليم يستمر، ويتم مراجعتها من قبل الجمعية العامة للامم المتحدة في دورتها الاستثنائية التي ستعقد في يونيو 1997.
مؤتمر قمة الأرض أثرت في جميع مؤتمرات الأمم المتحدة لاحقا، والتي بحثت في العلاقة بين حقوق الإنسان والسكان والتنمية الاجتماعية والمرأة والمستوطنات البشرية—والحاجة إلى التنمية المستدامة بيئيا. المؤتمر العالمي لحقوق الإنسان الذي عقد في فيينا عام 1993، على سبيل المثال، أكدت على حق الشعوب في بيئة سليمة والحق في التنمية، والمطالب المثيرة للجدل التي قد اجتمع مع مقاومة من بعض الدول الأعضاء حتى ريو.

## معلومات أساسية
العلاقة بين التنمية الاقتصادية والتدهور البيئي لأول مرة وضعت على جدول الأعمال الدولي في عام 1972، في مؤتمر الأمم المتحدة المعني بالبيئة البشرية، الذي عقد في ستوكهولم. بعد المؤتمر، تم إنشاء منظمة الأمم المتحدة للبيئة (يونيب)، وهي اليوم لا تزال تعمل كمحفز عالمي للعمل من أجل حماية البيئة. ببطء في السنوات اللاحقة بدأ إدماج الاهتمامات البيئية في التخطيط الاقتصادي الوطني وصنع القرار. عموما، والبيئة لا تزال تتدهور، والمشاكل، مثل استنفاد طبقة الأوزون، والاحترار العالمي وتلوث المياه نمت أكثر جدية، في حين أن تدمير الموارد الطبيعية تسارع بمعدل ينذر بالخطر.
بحلول عام 1983، عندما شكلت الأمم المتحدة اللجنة العالمية المعنية بالبيئة والتنمية، التدهور البيئي الذي كان ينظر إليه على أنه أثر جانبي للثروة الصناعية وليس سوى أثر محدود، بينما هو مسألة حياة أو موت بالنسبة للدول النامية. بقيادة غرو هارلم برونتلاند في النرويج، وضعت اللجنة قدما في مفهوم التنمية المستدامة، كنهج بديل قائم على النمو الاقتصادي -- «تلبية احتياجات الحاضر دون المساس بقدرة الأجيال المقبلة على تلبية احتياجاتها الخاصة».
بعد النظر في تقرير برونتلاند لعام 1987، دعت الجمعية العامة للامم المتحدة لمؤتمر الأمم المتحدة المعني بالبيئة والتنمية (مؤتمر ريو). الأهداف الرئيسية لمؤتمر القمة تم التوصل إلى تفاهم «التنمية» التي من شأنها دعم التنمية الاقتصادية والاجتماعية والحيلولة دون استمرار تدهور البيئة، وإلى إرساء الأساس لشراكة عالمية بين البلدان النامية والبلدان الصناعية الأكثر تقدما، يرتكز على الاحتياجات المتبادلة والمصالح المشتركة، التي من شأنها ضمان مستقبل صحي لكوكب الأرض.

## اتفاقات مؤتمر قمة الأرض
في ريو دي جانيرو، الحكومات - 108 ممثلا من رؤساء الدول أو الحكومات -اعتمدت ثلاث اتفاقيات رئيسية تهدف إلى تغيير النهج التقليدي في التنمية:
- جدول الأعمال القرن 21: وضع برنامج عمل شامل للعمل العالمي في جميع مجالات التنمية المستدامة.
- إعلان ريو بشأن البيئة والتنمية: سلسلة من المبادئ التي تحدد حقوق ومسؤوليات الدول.
- بيان مبادئ الغابات: وهي مجموعة من المبادئ التي تقوم عليها الإدارة المستدامة للغابات في جميع أنحاء العالم.

بالإضافة إلى ذلك، تم فتح باب التوقيع على اثنين من الاتفاقيات الملزمة قانونا التي تهدف إلى منع تغير المناخ العالمي والقضاء على تنوع الأنواع البيولوجية، وإعطاء لمحة عالية لهذه الجهود:
- اتفاقية الأمم المتحدة الإطارية بشأن تغير المناخ.
- اتفاقية التنوع البيولجي.

جدول أعمال القرن 21 يتناول المشاكل الملحة اليوم، ويهدف إلى تحضير العالم لمواجهة تحديات القرن المقبل. وهو يتضمن مقترحات مفصلة للعمل في المجالات الاجتماعية والاقتصادية (مثل مكافحة الفقر وتغيير أنماط الإنتاج والاستهلاك، ومعالجة الديناميات الديمغرافية)، ولحفظ وإدارة الموارد الطبيعية التي هي أساس الحياة—حماية الغلاف الجوي والمحيطات والتنوع البيولوجي، ومنع إزالة الغابات، وتعزيز الزراعة المستدامة على سبيل المثال.
وافقت الحكومات على أن التكامل بين البيئة والشواغل الإنمائية سيؤدي إلى تلبية الاحتياجات الأساسية، وتحسين المعايير للجميع، وتحسين حماية النظم البيئية وإدارتها على نحو أفضل وأكثر أمانا ومستقبل أكثر ازدهارا. تنص الديباجة على أن «ليس هناك أمة تستطيع تحقيق هذا من تلقاء نفسها. معا يمكننا إقامة شراكة عالمية من أجل التنمية المستدامة».
برنامج العمل أوصى أيضا بسبل تعزيز الدور الذي تقوم به المجموعات الرئيسية: النساء، ونقابات العمال والمزارعين والأطفال والشباب، والشعوب الأصلية، والأوساط العلمية، والسلطات المحلية وقطاع الأعمال والصناعة والمنظمات غير حكومية في تحقيق التنمية المستدامة.
إعلان ريو بشأن البيئة والتنمية يعتمد جدول أعمال القرن 21 من خلال تحديد حقوق ومسؤوليات الدول فيما يتعلق بهذه القضايا. من مبادئه:
- على أن البشر هم في صميم الاهتمامات المتعلقة بالتنمية المستدامة. يحق لهم أن يحيوا حياة صحية ومنتجة في وئام مع الطبيعة.
- أن عدم اليقين العلمي لا ينبغي أن تؤخر اتخاذ تدابير لمنع التدهور البيئي حيث توجد تهديدات بأضرار خطيرة أو لا رجعة فيها.
- أن يكون للدول الحق السيادي في استغلال مواردها الخاصة ولكن لا تسبب ضررا لبيئة الدول الأخرى.
- أن القضاء على الفقر وتقليل التفاوت في مستويات المعيشة في جميع أنحاء العالم هي «لا غنى عنه» من أجل التنمية المستدامة.
- أن المشاركة الكاملة للمرأة أمر ضروري لتحقيق التنمية المستدامة.
- أن تعترف البلدان المتقدمة بالمسؤولية التي تتحملها في السعي الدولي لتحقيق التنمية المستدامة في ضوء الضغوط التي تلقيها مجتمعاتها على كاهل البيئة العالمية والتكنولوجيات والموارد المالية التي تحت تصرفها.

بيان المبادئ المتعلقة بالغابات، وغير ملزم قانونا بيان المبادئ من أجل الإدارة المستدامة للغابات، وكان التوافق العالمي الأول الذي تم التوصل إليه في مجال الغابات. من أحكامه:
- أن جميع البلدان، ولا سيما البلدان المتقدمة، ينبغي أن تبذل جهداً ل«العالم الأخضر» من خلال إعادة التشجير والحفاظ على الغابات.
- أن الدول لها الحق في تطوير الغابات وفقا لاحتياجات الاجتماعية والاقتصادية، وتمشيا مع السياسات الوطنية للتنمية المستدامة.
- وينبغي أن يخصص موارد المالية محددة تقدم لتطوير البرامج التي تشجع السياسات الاقتصادية والاجتماعية البديلة.

كما دعت الأمم المتحدة في مؤتمر القمة للتفاوض على اتفاق قانوني دولي حول التصحر، لاجراء محادثات حول منع استنزاف المخزونات السمكية، لوضع برنامج عمل لتحقيق التنمية المستدامة للدول النامية، وإنشاء آليات لضمان تنفيذ اتفاقات ريو.